# Ronaldo Luiz
Ronaldo Luiz Gonçalves, mais conhecido como Ronaldo Luiz (Belo Horizonte, 14 de agosto de 1966), é um ex-futebolista brasileiro que atuava como zagueiro e lateral-esquerdo. Atualmente, é comentarista do programa Alterosa Esporte da TV Alterosa, afiliada do SBT em Minas, comandado pelo apresentador Leopoldo Siqueira. Ronaldo Luiz também é pastor da Igreja Batista Getsêmani na cidade de Belo Horizonte.  

## Carreira
Chegou ao São Paulo em 1992, advindo do América. Foi titular do time paulista durante toda a segunda parte da temporada, ajudando o time a conquistar a Taça Libertadores da América, o Campeonato Paulista e Mundial de Clubes daquele ano. Especialmente na partida contra o Barcelona, quando a partida estava empatada por 1–1, o lateral salvou um gol dos espanhóis debaixo das traves. Essa ficou sendo uma "característica" de Ronaldo Luiz: ao todo, ele salvou oito gols adversários debaixo das traves, durante sua passagem pelo Tricolor.
Ainda jogou no ano de 1993, ajudando o clube a conquistar novamente os títulos da Taça Libertadores da América e o Mundial de Clubes, além das inéditas Recopa Sul-Americana e Supercopa Libertadores.

## Títulos
São Paulo
- Campeonato Paulista: 1992[8]
- Mundial de Clubes: 1992, 1993
- Copa Libertadores da América: 1992, 1993
- Recopa Sul-Americana: 1993

Vasco da Gama
- Copa Libertadores da América: 1998

Cruzeiro
- Copa do Brasil: 1996